# パンナラーノ
パンナラーノ（イタリア語: Pannarano）は、イタリア共和国カンパニア州ベネヴェント県にある、人口約2,100人の基礎自治体（コムーネ）。
ベネヴェント県の飛び地で、周囲をアヴェッリーノ県に囲まれている。

## 地理

### 位置・広がり
ベネヴェント県のコムーネ。県都ベネヴェントから南南西へ15kmの距離にある。

#### 隣接コムーネ
隣接するコムーネは以下の通り。括弧内のAVはアヴェッリーノ県所属を示す。
- アヴェッラ (AV)
- ピエトラストルニーナ (AV)
- ロッカバシェラーナ (AV)
- サン・マルティーノ・ヴァッレ・カウディーナ (AV)
- スペローネ (AV)
- スンモンテ (AV)

## 行政

### 分離集落
以下の分離集落（フラツィオーネ）がある。
- Borreca Caputi, Bosco Capitoli, Canate, Cuti, San Nicola, Selvetelle, Campitiello, Cerreto, Fontana Vecchia